# Ден Квінн
Ден Квінн (англ. Dan Quinn, нар. 1 червня 1965, Оттава) — колишній канадський хокеїст, що грав на позиції центрального нападника. Грав за збірну команду Канади.

## Ігрова кар'єра
Хокейну кар'єру розпочав 1981 року.
1983 року був обраний на драфті НХЛ під 14-м загальним номером командою «Калгарі Флеймс». 
Протягом професійної клубної ігрової кар'єри, що тривала 14 років, захищав кольори команд «Калгарі Флеймс»,  «Піттсбург Пінгвінс»,  «Ванкувер Канакс»,  «Сент-Луїс Блюз», «Філадельфія Флаєрс»,  «Міннесота Норт-Старс»,  «Оттава Сенаторс» та «Лос-Анджелес Кінгс».
Виступав за збірну Канади.

## Кар'єра гольфіста
У 2000 Ден професійно зайнявся гольфом, виступав на відкритому чемпіонаті США з гольфу. Вигравав турніри серед найкращих гольфістів США в 1992, 2001, 2002, 2004 та 2012.

## Статистика

### Клубні виступи
| 1981–82    | «Бельвіль Буллз»       | ОХЛ | 67  | 19  | 32  | 51  | 41  | —  | —  | —  | —  | —  |
| 1982–83    | «Бельвіль Буллз»       | ОХЛ | 70  | 59  | 88  | 147 | 27  | 4  | 2  | 6  | 8  | 2  |
| 1983–84    | «Бельвіль Буллз»       | ОХЛ | 24  | 23  | 36  | 59  | 12  | —  | —  | —  | —  | —  |
| 1983–84    | «Калгарі Флеймс»       | НХЛ | 54  | 19  | 33  | 52  | 20  | 8  | 3  | 5  | 8  | 4  |
| 1984–85    | «Калгарі Флеймс»       | НХЛ | 74  | 20  | 38  | 58  | 22  | 3  | 0  | 0  | 0  | 0  |
| 1985–86    | «Калгарі Флеймс»       | НХЛ | 78  | 30  | 42  | 72  | 44  | 18 | 8  | 7  | 15 | 10 |
| 1986–87    | «Калгарі Флеймс»       | НХЛ | 16  | 3   | 6   | 9   | 14  | —  | —  | —  | —  | —  |
| 1986–87    | «Піттсбург Пінгвінс»   | НХЛ | 64  | 28  | 43  | 71  | 40  | —  | —  | —  | —  | —  |
| 1987–88    | «Піттсбург Пінгвінс»   | НХЛ | 70  | 40  | 39  | 79  | 50  | —  | —  | —  | —  | —  |
| 1988–89    | «Піттсбург Пінгвінс»   | НХЛ | 79  | 34  | 60  | 94  | 102 | 11 | 6  | 3  | 9  | 10 |
| 1989–90    | «Піттсбург Пінгвінс»   | НХЛ | 41  | 9   | 20  | 29  | 22  | —  | —  | —  | —  | —  |
| 1989–90    | «Ванкувер Канакс»      | НХЛ | 37  | 16  | 18  | 34  | 27  | —  | —  | —  | —  | —  |
| 1990–91    | «Ванкувер Канакс»      | НХЛ | 64  | 18  | 31  | 49  | 46  | —  | —  | —  | —  | —  |
| 1990–91    | «Сент-Луїс Блюз»       | НХЛ | 14  | 4   | 7   | 11  | 20  | 13 | 4  | 7  | 11 | 32 |
| 1991–92    | «Філадельфія Флаєрс»   | НХЛ | 67  | 11  | 26  | 37  | 26  | —  | —  | —  | —  | —  |
| 1992–93    | «Міннесота Норт-Старс» | НХЛ | 11  | 0   | 4   | 4   | 6   | —  | —  | —  | —  | —  |
| 1993–94    | «Берн»                 | НЛА | 25  | 13  | 18  | 31  | 56  | —  | —  | —  | —  | —  |
| 1993–94    | «Оттава Сенаторс»      | НХЛ | 13  | 7   | 0   | 7   | 6   | —  | —  | —  | —  | —  |
| 1994–95    | «Цуг»                  | НЛА | 7   | 7   | 6   | 13  | 26  | —  | —  | —  | —  | —  |
| 1994–95    | «Лос-Анджелес Кінгс»   | НХЛ | 44  | 14  | 17  | 31  | 32  | —  | —  | —  | —  | —  |
| 1995–96    | «Оттава Сенаторс»      | НХЛ | 28  | 6   | 18  | 24  | 24  | —  | —  | —  | —  | —  |
| 1995–96    | «Детройт Вайперс»      | ІХЛ | 4   | 0   | 5   | 5   | 2   | —  | —  | —  | —  | —  |
| 1995–96    | «Філадельфія Флаєрс»   | НХЛ | 35  | 7   | 14  | 21  | 22  | 12 | 1  | 4  | 5  | 6  |
| 1996–97    | «Піттсбург Пінгвінс»   | НХЛ | 16  | 0   | 3   | 3   | 10  | —  | —  | —  | —  | —  |
| 14 сезонів | НХЛ разом              |     | 805 | 266 | 419 | 685 | 533 | 65 | 22 | 26 | 48 | 62 |

### Збірна
| Рік  | Команда | Турнір | І  | Г | П | О | ШХ |
| ---- | ------- | ------ | -- | - | - | - | -- |
| 1987 | Канада  | ЧС     | 10 | 2 | 2 | 4 | 12 |